# Kaladougou
Kaladougou è un comune rurale del Mali, capoluogo del circondario di Dioïla, nella regione di Koulikoro.
Il comune è composto da 18 nuclei abitati:
- Dantia
- Diana
- Dioïla (centro principale)
- Diomi
- Diondougou
- Fadabougou
- Finiana
- Fouga
- Kola-Bamana
- Kola-Foulala
- N'DjillaFiniana
- Niabroutjila
- Teninbougou
- Tiendo
- Tonga
- Toula
- Wolome
- Zambougou-Est